# Rhyacophila polonica
Rhyacophila polonica är en nattsländeart som beskrevs av Mclachlan 1879. Rhyacophila polonica ingår i släktet Rhyacophila och familjen rovnattsländor. Inga underarter finns listade i Catalogue of Life.